# Домът, в който си роден, е твоята съдба
Домът, в който си роден, е твоята съдба (на турски: Doğduğun Ev Kaderindir) e турски сериал, премиерно излъчен през 2019 г. Адаптация е по книгата „Camdaki Kız“ (Момиче зад стъклото) на турската писателка Гюлсерен Будайчиоглу.

## Излъчване
| Сезон | Епизоди | Начало на сезона  | Край на сезона | Всички епизоди | ТВ сезон    | ТВ канал | Дата и час    |
| ----- | ------- | ----------------- | -------------- | -------------- | ----------- | -------- | ------------- |
| 1     | 12      | 25 декември 2019  | 1 юли 2020     | 1 – 12         | 2019 – 2020 | TV8      | сряда (20:00) |
| 2     | 31      | 30 септември 2020 | 12 май 2021    | 13 – 43        | 2020 – 2021 | TV8      | сряда (20:00) |

## Излъчване в България
| Сезон | Епизоди | Начало на сезона | Край на сезона      | Всички епизоди | Година  | ТВ канал     | Ден и час на излъчване     |
| ----- | ------- | ---------------- | ------------------- | -------------- | ------- | ------------ | -------------------------- |
| 1     | 39      | 5 януари 2022 г. | 28 февруари 2022 г. | 1 – 39         | 2022 г. | Диема Фемили | всеки делничен ден (22:00) |
| 2     | 99      | 1 март 2022 г.   | 15 юли 2022 г.      | 40 – 138       | 2022 г. | Диема Фемили | всеки делничен ден (22:00) |

## Актьорски състав
- Демет Йоздемир – Зейнеп Гьоксу-Тунахан
- Ибрахим Челиккол – Мехди Караджа
- Енгин Йозтюрк – Баръш Тунахан
- Зухал Генджер – Сакине Гьоксу
- Сенан Кара – Нермин
- Елиф Сьонмез – Джемиле Караджа
- Хюлия Дуяр – Султан Байрак
- Фатих Коюноолу – Нух
- Наз Гьоктан – Емине Байрак
- Инджинур Севимил – Бенал Караджа
- Хелин Кандемир – Кибрит/Дилара
- Казъм Синан Демирер – Байрам Гьоксу
- Зейнеп Кумрал – Мюжгян Караджа
- Емир Талха – Али
- Енгин Хепилери – Фарук
- Теоман Кумбараджъбашъ – Бурхан
- Каан Алтай Кьопрюлю – Саваш Тунахан
- Хакан Салънмъш – Али Ръза Дайъ
- Еркан Петеккая – Сади Мертолу
- Гюлджан Арслан – Несрин/Гюлбин Гьоксу
- Фърат Доорулоглу – Тарък
- Ебру Джюндюбейоглу – Йозлем Тунахан-Пойраз
- Нуршим Демир – Зелиха
- Кайра Забджъ – Ясемин
- Алп Акар – Ремзи Гьоксу
- Наил Кърмъзъгюл – Екрем
- Мехмет Корхан Фърат – Джелял

## В България
В България сериалът започва на 5 януари 2022 г. по Диема Фемили и завършва на 15 юли. На 20 юли започва повторно излъчване по Нова телевизия. На 5 февруари 2023 г. започва повторно излъчване по Диема Фемили и завършва на 1 октомври. Ролите се озвучават от Елисавета Господинова, Яница Митева, Йорданка Илова, Ивайло Велчев, Димитър Иванчев и Стефан Сърчаджиев-Съра.